# Улица Кондрашина (Одесса)
Улица Кондрашина — улица в Одессе, в микрорайоне Одессы Чубаевка (Киевский район). От улицы Чубаевской до улицы Штурвальной. Расположена между Фонтанской дорогой и улице Бригадной. 

## История
Названа в честь морского лётчика, Героя Советского Союза, капитана Андрея Кузьмича Кондрашина. В 1941 году в составе 40-го бомбардировочного авиаполка он защищал Одессу в дни Великой Отечественной войны. В начале улицы, со стороны примыкающей улицы Чубаевской в честь него установлена мемориальная доска.

## Описание
По фарватеру улицы проходит своего рода граница застройки: чётная сторона улицы застроена домами в от 2 до 5 этажей в послевоенный период; нечётная сторона - частный сектор.
Чётная сторона улицы, ха исключением номеров 18 и 20, застроена домами, относящимися своими номерами к Фонтанской дороге. Связано это с тем, что её застройка происходила до того, как улица получила имя лётчика-Героя.